# شتات برازيلي
شتات برازيلي يشير إلى هجرة البرازيليين إلى بلدان أخرى، وهي ظاهرة حديثة في الغالب كانت مدفوعة بشكل أساسي بالمشاكل الاقتصادية التي ابتليت بها البرازيل في الثمانينيات والتسعينيات.
هناك ما يقدر بنحو 3.1 مليون برازيلي يعيشون في الخارج، بشكل رئيسي في الولايات المتحدة (1،410،000)، اليابان (210،000)، الباراغواي (201،527)، البرتغال (120،000)، إسبانيا (120،000)، ألمانيا (100،000)، المملكة المتحدة (100،000)، فرنسا (80،000)، أستراليا (50،980)، إيطاليا (35،000)، سويسرا (25،000)، أنغولا (30،000)، ويعيش 100،000 آخرون في بلدان أوروبية أخرى.

## انتشار الشتات

### الولايات المتحدة

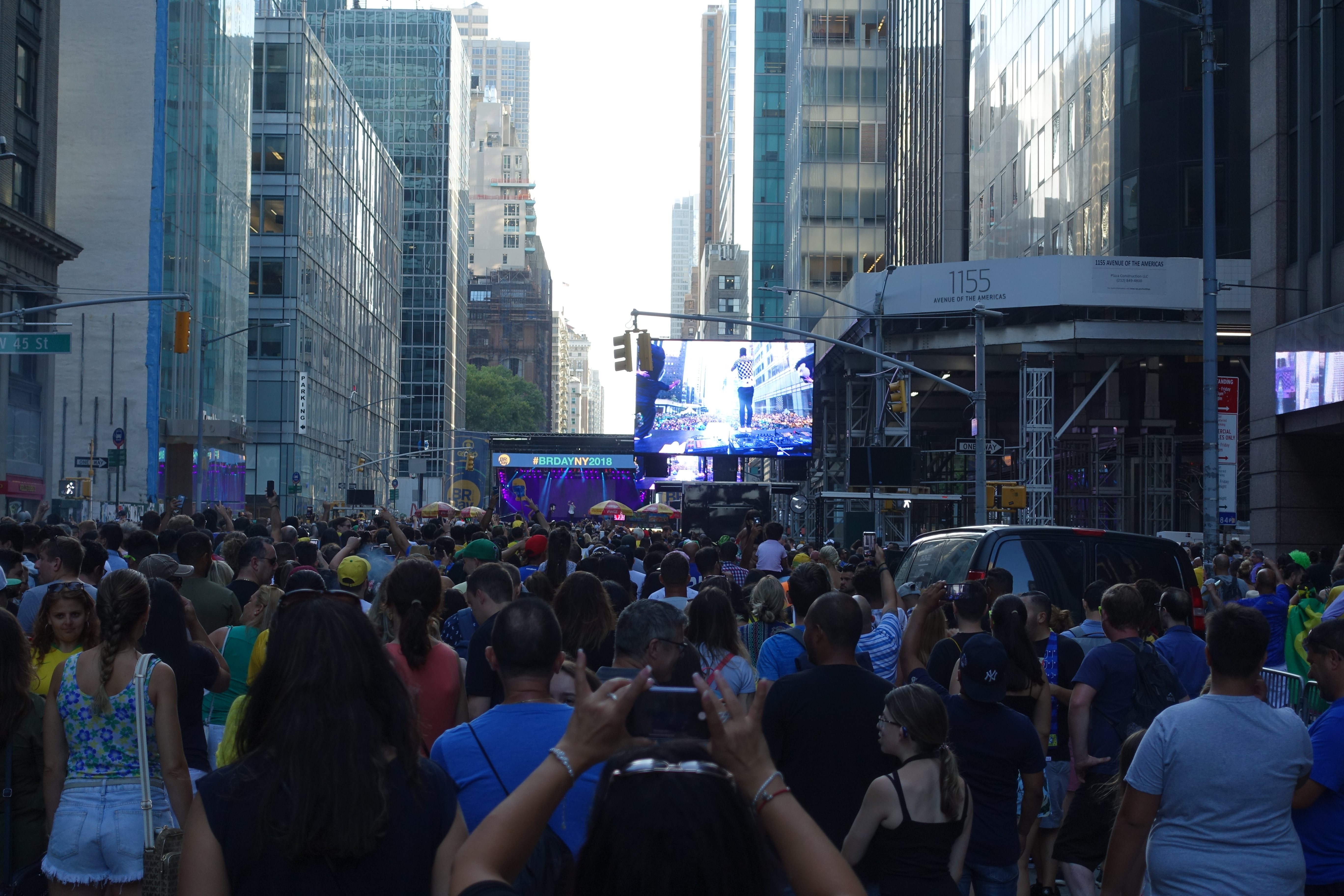
الاحتفال باليوم البرازيلي في مدينة نيويورك.

كان هناك ما يقدر بـ 246.000 أمريكي برازيلي اعتبارًا من عام 2007. يعطي مصدر آخر تقديرًا لحوالي 800.000 برازيلي كانوا يعيشون في الولايات المتحدة في عام 2000، بينما لا يزال هناك تقدير آخر أنه اعتبارًا من عام 2008 يعيش حوالي 1.100.000 برازيلي في الولايات المتحدة، 300.000 منهم في فلوريدا. التركيزات الرئيسية موجودة في ماساتشوستس ونيويورك ونيوجيرسي وكونيتيكت وبنسلفانيا وجورجيا وفلوريدا وويسكونسن وكاليفورنيا.
لطالما كان "الشارع السادس والأربعين غرب" مركزًا تجاريًا للبرازيليين الذين يعيشون أو يزورون مدينة نيويورك. في عام 1995 اعترفت المدينة رسميًا باسم «ليتل برازيل ستريت».
في ولاية ماساتشوستس يوجد تجمع صغير جدًا ولكنه مهم للمهاجرين البرازيليين في بلدة فرامنغهام، والتي امتدت في السنوات الأخيرة إلى البلدات المجاورة مارلبورو وهدسون. يقال في المجتمع البرازيلي أن بومبانو بيتش في فلوريدا يضم أكبر تجمع للبرازيليين في الولايات المتحدة. تتميز المجتمعات البرازيلية في هذه المدن بالحيوية، حيث ساهمت كثيرًا في المطبخ والثقافة المحلية، لكن المهاجرين البرازيليين غالبًا ما يشعرون بالتمييز، وغالبًا ما يُعتقد أنهم مهاجرون غير شرعيين من قبل جيرانهم غير البرازيليين.
جاء عدد غير متناسب من البرازيليين الذين هاجروا إلى الولايات المتحدة من بلدة جوفيرنادور فالاداريس في ولاية ميناس جيرايس.

### المملكة المتحدة
لا توجد أرقام دقيقة لعدد البرازيليين الذين يعيشون في المملكة المتحدة. سجل تعداد عام 1991 حوالي 9.301 برازيلي المولد في المملكة المتحدة، وسجل تعداد عام 2001 عدد 15.215. في عام 2004 سجلت القنصلية البرازيلية في لندن 13.000 برازيلي سجلوا أنفسهم طوعًا لديهم، لكنها قالت إن هذا ليس رقمًا دقيقًا لعدد الذين يعيشون في المملكة المتحدة، وقدرت السفارة البرازيلية هذا الرقم بحوالي 80.000. تشير تقديرات مكتب الإحصاءات الوطنية إلى أنه كان هناك 56.000 شخص من مواليد البرازيل يقيمون في المملكة المتحدة في عام 2008. في عام 2015 قدرت القنصلية البرازيلية إجمالي 120 ألف برازيلي مقيم في المملكة المتحدة. قدر مكتب الإحصاء الوطني أنه في عام 2018، كان 87.000 شخص ولدوا في البرازيل يعيشون في المملكة المتحدة.

### اليابان
غالبية البرازيليين الذين يعيشون في اليابان هم من أصل ياباني، وكانوا يهاجرون هناك منذ عام 1990 عندما تم تعديل قانون الهجرة للسماح لأبناء وأحفاد المواطنين اليابانيين، وكذلك أزواجهم غير اليابانيين بالحصول على تصريح عمل بسهولة. يعيش معظمهم في مناطق صناعية حيث كان هناك الكثير من عروض العمل في المصانع، مثل محافظات آيتشي وشيزوكا وجونما وغيرها. وبينما كان ما يقرب من 300 ألف برازيلي يعيشون هناك في ذروتها، أدت الأزمة الاقتصادية في عام 2008 إلى تقليص وظائفهم وقرر أكثر من ثلثهم العودة إلى البرازيل.

### كندا
هناك ما يقدر بـ 22.920 برازيليًا يعيشون في كندا. التركيزات الرئيسية في تورنتو ومونتريال وفانكوفر وكالغاري.

### البرتغال
تعد البرتغال وجهة مهمة أخرى للبرازيليين، نظرًا للغة المشتركة وبالنظر إلى حقيقة أن عددًا كبيرًا من البرازيليين يحملون بالفعل الجنسية البرتغالية (خاصة بعد أن عدلت البرتغال قانون الجنسية الخاص بها لتتمكن من منحها لأي حفيد لمواطن برتغالي تم التحقق منه). التشابهات الثقافية كثيرة والبرتغاليون على دراية بالثقافة الشعبية البرازيلية. ما يقرب من ربع جميع الأجانب المقيمين حاليًا في البرتغال هم مواطنون برازيليون ويتراوح ملفهم الشخصي من الطبقة العاملة دون تعليم عالٍ إلى المبتدئين الذين قرروا مغادرة وطنهم بسبب الاعتقاد السائد بأن البرازيل أصبحت دولة غير آمنة.

### الباراغواي
يُطلق على البرازيليين وأحفادهم الذين يعيشون في باراغواي اسم Brasiguayos. يعمل هذا المجتمع العريض من ملاك الأراضي بشكل رئيسي في الزراعة.